# Śmierć autora
Śmierć autora – esej teoretycznoliteracki Rolanda Barthesa, opublikowany w 1967 roku, a zarazem postulat nawołujący do nieodczytywania tekstu literackiego przez pryzmat tzw. intencji autorskiej. W Polsce artykuł ukazał się po raz pierwszy w czasopiśmie Teksty Drugie w 1999 roku, autorem przekładu jest Michał Paweł Markowski.
W publikacji Barthes apelował, aby usunąć z dyskursu interpretacyjnego kategorię „autora”, rozumianą dotąd jako źródło niekłamanej wiedzy na temat prawidłowego odczytania dzieła. Według badacza autor nie jest „ojcem” i „właścicielem” tekstu. Stawiane często pytanie „Co autor miał na myśli?” uważał za bezzasadne, ponieważ w żadnym tekście nie jest zapisana intencja jego twórcy. Jego zdaniem zjawisko braku autora w tekście ma dwa źródła: pierwszym z nich jest ustalenie strukturalistów dotyczące istnienia podmiotów nadawczych w utworze literackim (oraz sformułowanie zasady nieutożsamiania podmiotu utworu z autorem), drugim natomiast jest charakter literatury współczesnej, która według Barthesa powraca do swoich pierwotnych korzeni – dlatego też należy zastąpić słowo „autor” słowem „skryptor”. Jak sam pisze: Wiemy już dziś, że tekst nie jest ciągłą sekwencją słów, za którymi kryłby się pojedynczy, „teologiczny” sens (przesłanie Autora-Boga), lecz wielowymiarową przestrzenią, w której stykają się i spierają rozmaite sposoby pisania, z których żaden nie posiada nadrzędnego znaczenia: tekst jest tkanką cytatów, pochodzących z nieskończenie wielu zakątków literatury.
Pojmowanie literatury jako intertekstualnej przestrzeni wypełnionej cytatami i nawiązaniami jest charakterystyczne dla postmodernizmu. Usunięcie kategorii autora przez Barthesa jednocześnie podniosło rangę czytelnika, który stał się właściwym twórcą tekstu, poprzez interpretowanie go w trakcie procesu lektury.
Barthes już kilka lat później, bo w 1971 roku zrewidował swój postulat. W pracy pt. Sade, Fourier, Loyola pisze: Rozkosz tekstu niesie ze sobą również przyjacielski powrót autora. Powracający autor nie jest oczywiście tym, którego zidentyfikowały instytucje (...), nie jest to nawet bohater biografii. Autor, który wychodzi ze swojego tekstu i wchodzi w nasze życie, nie posiada spójności; jest prostą wielością „czarowań”, miejscem kilku zapamiętanych szczegółów, a oprócz tego źródłem olśnień powieściowych. (...). To nie osoba (cywilna, moralna), to ciało.
Esej Śmierć autora przyczynił się znacznie do zmiany tradycyjnych poglądów na podmiotowość wpływając (przede wszystkim jako punkt wyjścia) na współczesną refleksję teoretycznoliteracką poświęconą statusowi „ja” tekstowego.